# Božidar Race
Božidar Race, slovenski ekonomist, * 3. januar 1904, Hrpelje, † 2. avgust 1991, Beograd.

## Življenje in delo
Rodil se je v družini zidarskega mojstra. Po končani ljudski šoli v rojstnem kraju je obiskoval realko v Ljubljani in Idriji, kjer je leta 1922 maturiral. Po maturi in služenju vojaškega roka v italijanski vojski se je v Trstu zaposlil v lesni trgovini Emilio Antonini, kjer je ostal do leta 1929, ko je zaradi političnih razlogov emigriral v Jugoslavijo in se zaposlil v železniških delavnicah v Zagrebu. Študiral je ob delu na Ekonomsko komercialni visoki šoli v Trstu, Zagrebu in Beogradu, kjer je leta 1941 diplomiral. Ob delu in študiju je izdelal novo organizacijo enotnega obračuna stroškov, ki so ga nato vpeljale vse ostale železniške delavnice. Zaradi zaslug pri novi organizaciji obračuna stroškov so ga leta 1939 premestili v generalno direkcijo Jugoslovanskih državnih železnic v Beogradu.
Po letu 1944 je delal v skupini za nove predpise o enotnem računovodstvu v gospodarstvu, pozneje pa z uvajanjem poenotenega računovodstva  in z oblikovanjem kontnih planov v revizijskem zavodu Federativne ljudske republike Jugoslavije ter zveznem ministrstvu za finance. V letih 1947−1954 je honorarno predaval na Ekonomski fakulteti v Beogradu, 1952 je bil izvoljen za izrednega profesorja na Ekonomski fakulteti v Ljubljani, vendar ni predaval; od 1963-1980 je bil redni profesor na Ekonomski fakulteti v Subotici. Napisal je knjigo Jednoobrazno računovodstvo u praksi. Sa naročitim osvrtom na obračun pogona (Beograd, 1946). Bil je sourednik dela Knjigovodstveni leksikon (Beograd, 1968) ter v letih 1959-1965 urednik beograjske revije Knjigovodstvo. Za svoje delo je prejel več priznanj in odlikovanj.

## Priznanja in odlikovanja
- Zlata značka Zveze računovodskih in finančnih delavcev Srbije
- Oktobrska nagrada za znanost mesta Subotica
- Red dela z rdečo zastavo
- Red dela z zlatim vencem
- Red zaslug za ljudstvo s srebrnimi žarki